# Punta Angamos
Punta Angamos är en udde i Chile.   Den ligger i regionen Región de Antofagasta, i den norra delen av landet, 1 200 km norr om huvudstaden Santiago de Chile.
Terrängen inåt land är huvudsakligen kuperad, men åt sydost är den platt. Havet är nära Punta Angamos åt nordost. Trakten är glest befolkad. Det finns inga samhällen i närheten. 